# Hiroshi Aoyama
Hiroshi Aoyama (japonès: 青山博一)  (Chiba, 25 d'octubre de 1981) és un antic pilot de motociclisme japonès que va guanyar el Campionat del Món de 250cc de 2009. Actualment és director de l'equip d'Honda a Àsia. El seu germà petit, Shuhei Aoyama, fou també pilot de motociclisme i va competir al mundial de 250cc i al de Superbike.
Al llarg de les seves sis temporades al mundial de 250cc, Hiroshi Aoyama va córrer amb els equips d'Honda i KTM, en una època en què la categoria estava dominada per Aprilia. Va aconseguir nou victòries i mai no va acabar per sota del setè lloc de la general. En guanyar el títol de 250cc de 2009 va esdevenir el darrer campió d'aquesta classe, ja que la temporada següent va ser substituïda per la nova de Moto2. El 2010, Aoyama va pujar a la classe reina, MotoGP, amb l'equip Interwetten Racing. Es va retirar de la competició un cop acabada la temporada del 2014 i va assumir el paper de pilot de proves d'HRC i d'assessor dels pilots de la Shell Advance Asia Talent Cup.

## Carrera esportiva

### Primers anys
Aoyama va començar a córrer amb Minimotos a 4 anys i ja aleshores es va trobar amb Yuki Takahashi, contra qui ha competit durant la major part de la seva carrera. El 2008 es va referir a Takahashi com a un "rival respectat".
Va participar en l'All-Japan Road Racing Championship fins al 2003, en què en va guanyar el títol de 250cc amb Honda. Aquell any va participar també en un parell de Grans Premis com a comodí amb Honda, acabant segon al Gran Premi del Japó, a Suzuka.

### Al mundial de motociclisme

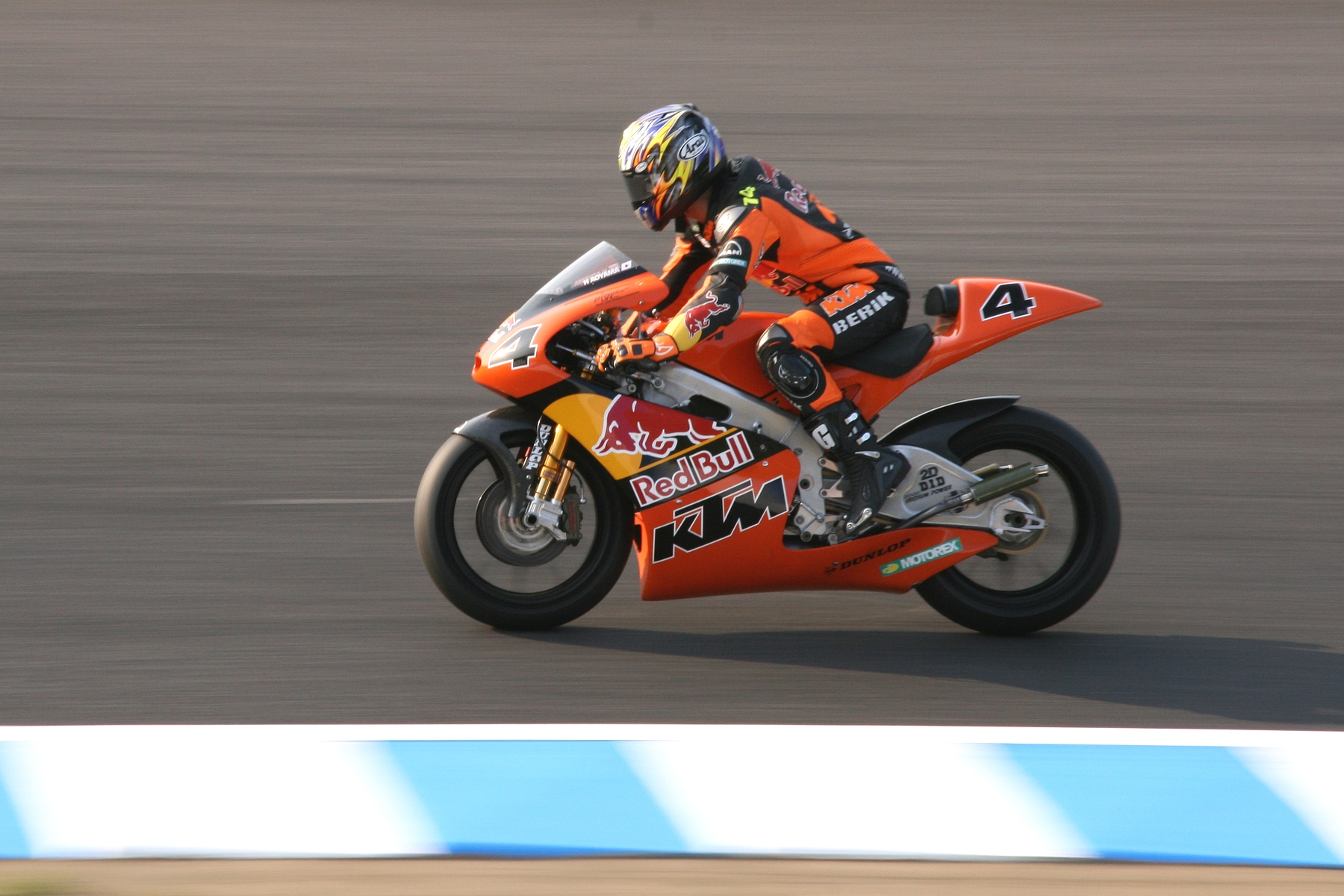
Aoyama amb la KTM al GP del Japó de 2007

A partir de la temporada de 2004 va seguir tot el mundial de 250cc amb Honda. Aquell mateix any va obtenir dos tercers llocs i acabà el campionat en sisè lloc. L'any següent va aconseguir la seva primera victòria, a Motegi, i va acabar el campionat en quarta posició. Tanmateix, la temporada de 2006 no va poder romandre a Honda i va passar a KTM, marca amb la qual va obtenir la victòria a Istanbul i Motegi, les dues primeres del fabricant austríac als 250cc. Per segon any consecutiu, va ser quart a la classificació general. El 2007 va acabar la temporada en sisena posició amb victòries al Gran Premi d'Alemanya i al Gran Premi de Malàisia. Va continuar amb KTM la temporada del 2008 i va acabar el campionat en setena posició final, amb dos segons llocs al llarg de la temporada.
Després de la retirada de KTM de la classe de 250cc, Aoyama va tornar a Honda amb el Team Scot, on substituí el seu rival Yuki Takahashi, que va passar breument a MotoGP. La temporada del 2009 li va anar molt bé a Aoyama, ja que va aconseguir 4 victòries, 3 segons llocs i va acabar totes les altres curses en posició de punts. Al darrer Gran Premi de la temporada es va proclamar campió del món.
El 2010, Aoyama va pujar a MotoGP amb l'Emmi-Caffè Latte Team, que li oferí una Honda RC212V. A les proves inicials, l'equip (nou a MotoGP) va optar per no fer servir les ajudes electròniques al pilot, malgrat que les motos es dissenyen justament al seu voltant. El director tècnic de l'equip, Tom Jojic, va explicar que volia que Aoyama experimentés la veritable naturalesa de la moto i pensava que el japonès era prou bo per a ser-hi competitiu. La seva temporada, però, va ser estroncada per una fractura de vèrtebra en un accident que patí als entrenaments de Silverstone, cosa que el deixà fora del campionat durant gran part de la temporada.
El 2011, Aoyama va puntuar amb regularitat durant el campionat, principalment a la zona baixa dels deu primers, però encara va poder acabar quart al Gran Premi d'Espanya. Al Dutch TT d'Assen va substituir Dani Pedrosa al comandament de l'Honda Repsol de fàbrica després que el català s'hagués lesionat al Gran Premi de França. La temporada del 2012, Aoyama va passar a competir al campionat del Món de Superbike com a company de Jonathan Rea a l'equip Castrol Honda.

## Resultats al Mundial de motociclisme
Barem de puntuació de 1993 ençà:
| Posició | 1  | 2  | 3  | 4  | 5  | 6  | 7 | 8 | 9 | 10 | 11 | 12 | 13 | 14 | 15 |
| Punts   | 25 | 20 | 16 | 13 | 11 | 10 | 9 | 8 | 7 | 6  | 5  | 4  | 3  | 2  | 1  |

(Ids. Grans Premis | Llegenda) (Curses en negreta indiquen pole; curses en  itàlica indiquen volta ràpida)
| Any  | Categoria | Moto  | 1       | 2       | 3       | 4       | 5       | 6       | 7      | 8       | 9       | 10     | 11     | 12      | 13      | 14      | 15      | 16      | 17     | 18     | Pos | Pts |
| ---- | --------- | ----- | ------- | ------- | ------- | ------- | ------- | ------- | ------ | ------- | ------- | ------ | ------ | ------- | ------- | ------- | ------- | ------- | ------ | ------ | --- | --- |
| 2000 | 250cc     | Honda | RSA     | MAL     | JPN     | ESP     | FRA     | ITA     | CAT    | NED     | GBR     | GER    | CZE    | POR     | VAL     | BRA     | PAC 8   | AUS     |        |        | 28è | 8   |
| 2001 | 250cc     | Honda | JPN 13  | RSA     | ESP     | FRA     | ITA     | CAT     | NED    | GBR     | GER     | CZE    | POR    | VAL     | PAC 21  | AUS     | MAL     | BRA     |        |        | 28è | 3   |
| 2002 | 250cc     | Honda | JPN 12  | RSA     | ESP     | FRA     | ITA     | CAT     | NED    | GBR     | GER     | CZE    | POR    | BRA     | PAC 11  | MAL     | AUS     | VAL     |        |        | 27è | 9   |
| 2003 | 250cc     | Honda | JPN 2   | RSA     | ESP     | FRA     | ITA     | CAT     | NED    | GBR     | GER     | CZE    | POR    | BRA     | PAC 5   | MAL     | AUS     | VAL     |        |        | 15è | 31  |
| 2004 | 250cc     | Honda | RSA 11  | ESP Ret | FRA 4   | ITA 9   | CAT 6   | NED 10  | BRA 6  | GER 4   | GBR 9   | CZE 7  | POR 9  | JPN 3   | QAT 3   | MAL Ret | AUS 7   | VAL DSQ |        |        | 6è  | 128 |
| 2005 | 250cc     | Honda | ESP Ret | POR 6   | CHN 3   | FRA 6   | ITA 7   | CAT 4   | NED 4  | GBR Ret | GER 3   | CZE 5  | JPN 1  | MAL 5   | QAT 6   | AUS 6   | TUR 3   | VAL 6   |        |        | 4t  | 180 |
| 2006 | 250cc     | KTM   | ESP 6   | QAT 5   | TUR 1   | CHN 3   | FRA 4   | ITA Ret | CAT 6  | NED 9   | GBR 3   | GER 8  | CZE 3  | MAL Ret | AUS 3   | JPN 1   | POR 2   | VAL Ret |        |        | 4t  | 193 |
| 2007 | 250cc     | KTM   | QAT Ret | ESP 6   | TUR Ret | CHN 9   | FRA Ret | ITA 21  | CAT 7  | GBR 3   | NED 5   | GER 1  | CZE 6  | SM 2    | POR Ret | JPN 8   | AUS 4   | MAL 1   | VAL 10 |        | 6è  | 160 |
| 2008 | 250cc     | KTM   | QAT 16  | ESP 4   | POR 5   | CHN 2   | FRA 7   | ITA 8   | CAT 7  | GBR 6   | NED 6   | GER 8  | CZE 13 | SM Ret  | INP C   | JPN 9   | AUS Ret | MAL 2   | VAL 5  |        | 7è  | 139 |
| 2009 | 250cc     | Honda | QAT 4   | JPN 2   | ESP 1   | FRA 8   | ITA 6   | CAT 2   | NED 1  | GER 4   | GBR 1   | CZE 4  | INP 2  | SM 4    | POR 4   | AUS 7   | MAL 1   | VAL 7   |        |        | 1r  | 261 |
| 2010 | MotoGP    | Honda | QAT 10  | ESP 14  | FRA 11  | ITA 11  | GBR DNS | NED     | CAT    | GER     | USA     | CZE    | INP 12 | SM 12   | ARA 13  | JPN 10  | MAL 7   | AUS 13  | POR 12 | VAL 14 | 15è | 53  |
| 2011 | MotoGP    | Honda | QAT 10  | ESP 4   | POR 7   | FRA 8   | CAT Ret | GBR 9   | NED 8  | ITA 11  | GER 15  | USA 10 | CZE 9  | INP 9   | SM 11   | ARA 11  | JPN 9   | AUS Ret | MAL C  | VAL 12 | 10è | 98  |
| 2012 | MotoGP    | BQR   | QAT     | ESP     | POR     | FRA     | CAT     | GBR     | NED    | GER     | ITA     | USA    | INP    | CZE     | SM      | ARA     | JPN     | MAL     | AUS    | VAL 13 | 25è | 3   |
| 2013 | MotoGP    | FTR   | QAT 15  | AME 17  | ESP 18  | FRA 19  | ITA Ret | CAT WD  | NED    | GER 17  | USA 16  | INP 15 | CZE 14 | GBR 18  | SM 14   | ARA 14  | MAL 11  | AUS 20  | JPN 17 | VAL 16 | 20è | 13  |
| 2014 | MotoGP    | Honda | QAT 11  | AME 12  | ARG 10  | ESP 12  | FRA 14  | ITA 14  | CAT 15 | NED 16  | GER 12  | INP 10 | CZE 13 | GBR 14  | SM 12   | ARA 8   | JPN 13  | AUS 8   | MAL 11 | VAL 15 | 14è | 68  |
| 2015 | MotoGP    | Honda | QAT     | AME 11  | ARG Ret | ESP Ret | FRA     | ITA     | CAT    | NED     | GER Ret | INP    | CZE    | GBR     | SM      | ARA     | JPN     | AUS     | MAL    | VAL    | 25è | 5   |
| 2016 | MotoGP    | Honda | QAT     | ARG     | AME     | ESP     | FRA     | ITA     | CAT    | NED     | GER     | AUT    | CZE    | GBR     | SM      | ARA     | JPN 15  | AUS     | MAL 16 | VAL    | 25è | 1   |
| 2017 | MotoGP    | Honda | QAT     | ARG     | AME     | ESP     | FRA     | ITA     | CAT    | NED     | GER     | CZE    | AUT    | GBR     | SM      | ARA     | JPN 18  | AUS     | MAL    | VAL    | 30è | 0   |